# Народна Република Мозамбик
Народна Република Мозамбик (порт. República Popular de Moçambique) била је социјалистичка држава, која је постојала од 25. јуна 1975. до 1. децембра 1990. године.

## Историја
Услед дугогдишње борбе за независност Фронта за ослобођење Мозамбика (ФРЕЛИМО) и политичких промена у Португалији априла 1974. године, покренути су преговори за стицање независности Мозамбика. Јуна 1975, Мозамбик је стекао независност од Португалије, а његов први председник постао је вођа ФРЕЛИМО-а и револуционар, Самора Машел. На изборима у јулу, владајућа странка постао је ФРЕЛИМО, а Мозамбик проглашен Народном републиком. Нова влада покренула је многе реформе, укључујући већа права жена, колективизацију пољопривреде и планску економију. Проглашен је и нови устав, који се темељио на идеологији марксизма-лењинизма.
Влада НР Мозамбика успоставила је блиске везе са НР Анголом и Совјетским Савезом. Године 1977, Мозамбик и Совјетски Савез потписали су споразум о пријтељству и сарадњи. Мозамбик је имао статус посматрача у Савету за узајамну економску помоћ, економској организацији која је окупљала већину социјалистичких земаља у свету.
Пошто је влада Саморе Машела подупирала и увежбавала ослободилачке покрете који су се борили против расистичких режима у Родезији и Јужноафричкој Републици, ове две државе су као противудар, 1977. године, организовале антимарксистички Народни отпор Мозамбика (РЕНАМО). Борци РЕНАМО-а су од 1980. године нападали и уништавали владине зграде, хидроелектране, индустрију и школе. То је означило почетак грађанског рата у Мозамбику.
До 1984. године, Мозамбик се због грађанског рата нашао у економским проблемима. Како би обуздао активност РЕНАМО-а, Машел је потписао тзв. Нкоматски споразум са Јужноафричком Републиком у којем се обвезао да више неће подупирати антирасистички Афрички национални конгрес. Заузврат је ЈАР престала да подупире РЕНАМО. Упркос споразуму, грађански рат се наставио.
Године 1986, Самора Машел је погинуо у хеликоптерској несрећи. Наследио га је дотадашњи министар иностраних послова, Жоаким Чисано. Услед политичко-економских промена у Источном блоку, влада Мозамбика напустила је марксизам-лењинизам крајем 1989. и почетком 1990. године. Дана 1. децембра 1990. године, укинута је народна република и проглашена Република Мозамбик.